# Oberdorff
Pour l’article ayant un titre homophone, voir Oberdorf.
Pour l’article homonyme, voir Christine Oberdorff.
Oberdorff est une commune française située dans le département de la Moselle et le bassin de vie de la Moselle-Est, en région Grand Est.

## Géographie

### Communes proches
|           | Bouzonville | Vœlfling-lès-Bouzonville |
| Alzing    | Oberdorff   | Château-Rouge            |
| Brettnach | Tromborn    |                          |

### Écarts et lieux-dits
- Odenhoven (alias Odenhofen).

### Hydrographie
La commune est située dans le bassin versant du Rhin au sein du bassin Rhin-Meuse. Elle est drainée par le ruisseau l'Ihnerbach.

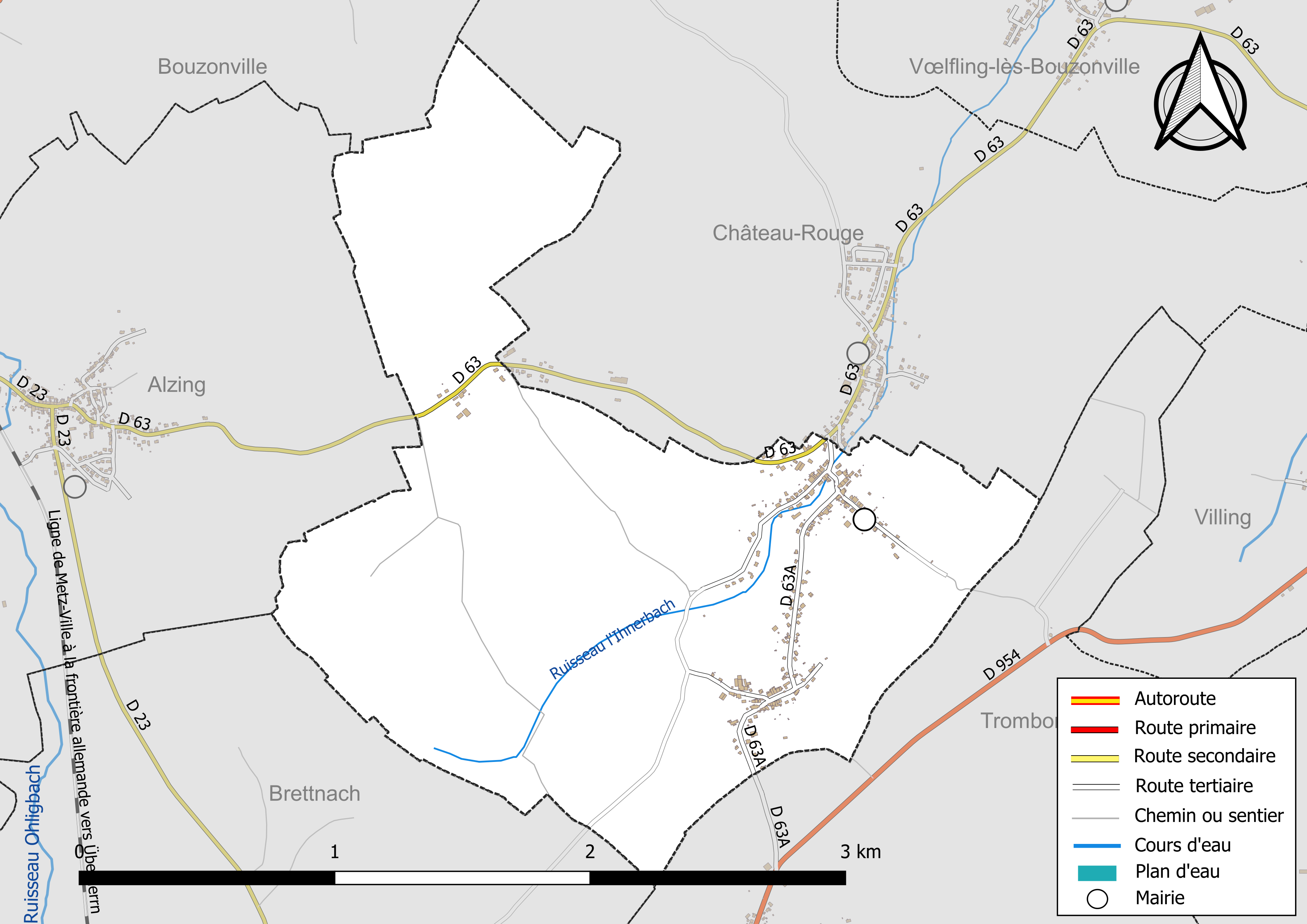
Réseaux hydrographique et routier d'Oberdorff.

### Climat
Pour des articles plus généraux, voir Climat du Grand Est et Climat de la Moselle.
En 2010, le climat de la commune est de type climat de montagne, selon une étude du Centre national de la recherche scientifique s'appuyant sur une série de données couvrant la période 1971-2000. En 2020, Météo-France publie une typologie des climats de la France métropolitaine dans laquelle la commune est exposée à un climat semi-continental et est dans la région climatique  Lorraine, plateau de Langres, Morvan, caractérisée par un hiver rude (1,5 °C), des vents modérés et des brouillards fréquents en automne et hiver. 
Pour la période 1971-2000, la température annuelle moyenne est de 9,5 °C, avec une amplitude thermique annuelle de 16,9 °C. Le cumul annuel moyen de précipitations est de 860 mm, avec 12,4 jours de précipitations en janvier et 9,2 jours en juillet. Pour la période 1991-2020, la température moyenne annuelle observée sur la station météorologique de Météo-France la plus proche, « Seingbouse », sur la commune de Seingbouse à 25 km à vol d'oiseau, est de 10,5 °C et le cumul annuel moyen de précipitations est de 731,4 mm. 
La température maximale relevée sur cette station est de 37,9 °C, atteinte le 25 juillet 2019 ; la température minimale est de −17 °C, atteinte le 20 décembre 2009,,. 
Les paramètres climatiques de la commune ont été estimés pour le milieu du siècle (2041-2070) selon différents scénarios d'émission de gaz à effet de serre à partir des nouvelles projections climatiques de référence DRIAS-2020. Ils sont consultables sur un site dédié publié par Météo-France en novembre 2022.

## Urbanisme

### Typologie
Au 1er janvier 2024, Oberdorff est catégorisée commune rurale à habitat dispersé, selon la nouvelle grille communale de densité à sept niveaux définie par l'Insee en 2022.
Elle est située hors unité urbaine. Par ailleurs la commune fait partie de l'aire d'attraction de Bouzonville, dont elle est une commune de la couronne,. Cette aire, qui regroupe 12 communes, est catégorisée dans les aires de moins de 50 000 habitants,.

### Occupation des sols
L'occupation des sols de la commune, telle qu'elle ressort de la base de données européenne d’occupation biophysique des sols Corine Land Cover (CLC), est marquée par l'importance des territoires agricoles (80,8 % en 2018), une proportion identique à celle de 1990 (80,8 %). La répartition détaillée en 2018 est la suivante : 
terres arables (61 %), zones agricoles hétérogènes (12,7 %), forêts (11,9 %), zones urbanisées (7,3 %), prairies (7 %). L'évolution de l’occupation des sols de la commune et de ses infrastructures peut être observée sur les différentes représentations cartographiques du territoire : la carte de Cassini (XVIIIe siècle), la carte d'état-major (1820-1866) et les cartes ou photos aériennes de l'IGN pour la période actuelle (1950 à aujourd'hui).

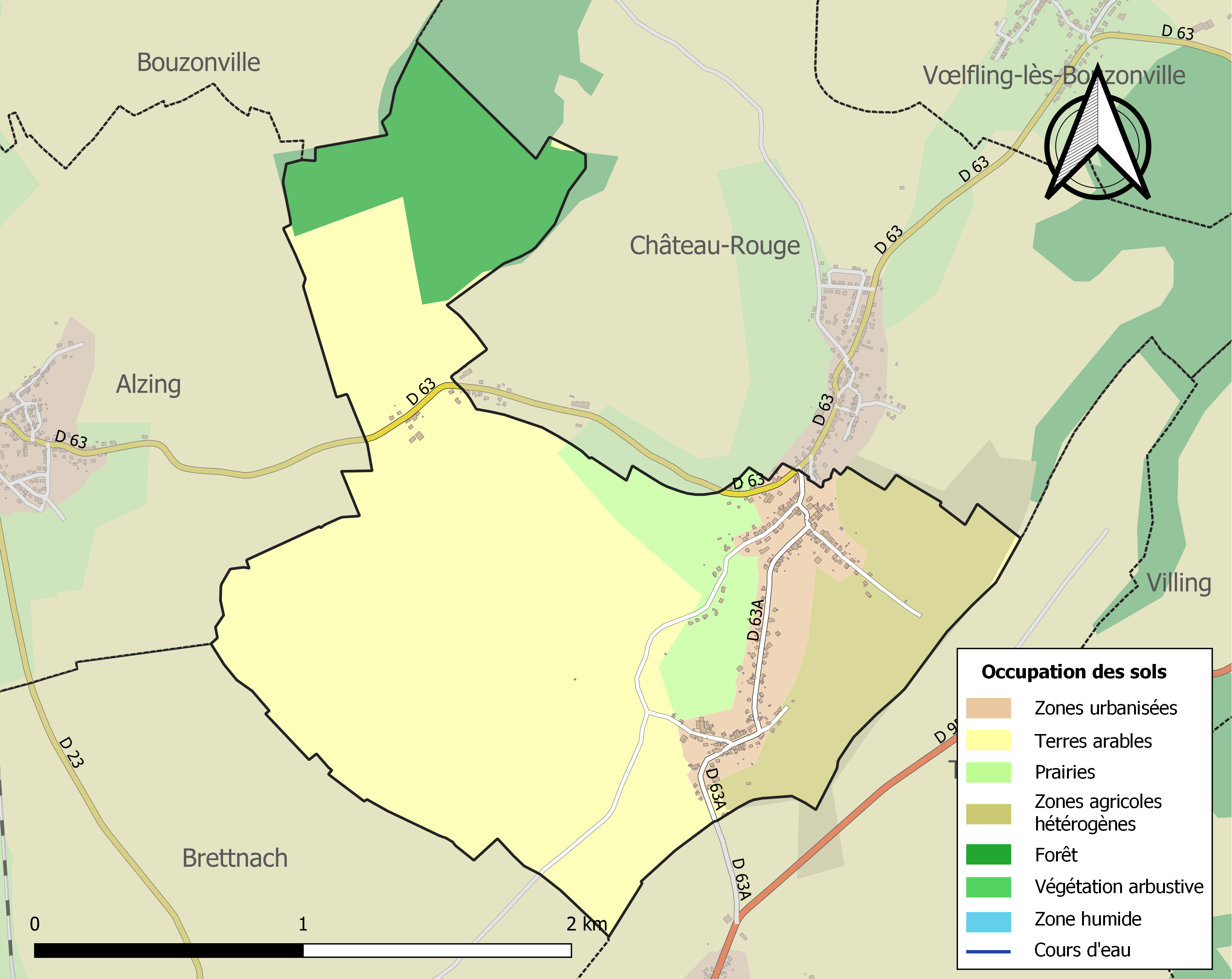
Carte des infrastructures et de l'occupation des sols de la commune en 2018 (CLC).

## Toponymie

### Oberdorff
- Du germanique ober « d'en haut » + dorf « village »[13].
- Oberdorf en 1793[14], Oberdorff en 1801[14].
- Owerdorf en francique lorrain. Oberdorf en allemand standard.

### Odenhoven
- Odenhova au XIIe siècle[15], Hodenhoffen en 1544[15], Odenhoffen en 1606[15], Ottenhoffen au XVIIIe siècle[15], Odendorf en 1779[15].

## Histoire
- Dépendait de l'ancienne province de Lorraine, domaine de l'abbaye Saint-Sixte de Rettel dans la seigneurie de Berus.
- Était annexe de la paroisse de Tromborn. La paroisse d'Odenhoven est beaucoup plus ancienne que celle de Tromborn qui n'a vu le jour que parce que le curé d'Odenhoven voulait demeurer sur la grande route.
- Fit partie du canton de Bérus en 1790, puis de celui de Bisten à l'époque de l'an III.

## Liste des maires successifs
| Période           | Identité           | Etiquette | Qualité |
| ----------------- | ------------------ | --------- | ------- |
| 1965-1989         | Armand Henigfeld   |           |         |
| 1989-mai 2020     | Jean-Victor Starck |           |         |
| mai 2020-En cours | Guy Hesse          |           |         |

## Démographie
L'évolution du nombre d'habitants est connue à travers les recensements de la population effectués dans la commune depuis 1800. Pour les communes de moins de 10 000 habitants, une enquête de recensement portant sur toute la population est réalisée tous les cinq ans, les populations de référence des années intermédiaires étant quant à elles estimées par interpolation ou extrapolation. Pour la commune, le premier recensement exhaustif entrant dans le cadre du nouveau dispositif a été réalisé en 2007.

En 2022, la commune comptait 332 habitants, en évolution de −4,32 % par rapport à 2016 (Moselle : +0,52 %, France hors Mayotte : +2,11 %).
| 1800 | 1806 | 1821 | 1836 | 1841 | 1861 | 1866 | 1871 | 1875 |
| ---- | ---- | ---- | ---- | ---- | ---- | ---- | ---- | ---- |
| 137  | 143  | 153  | 250  | 258  | 222  | 220  | 235  | 218  |

| 1880 | 1885 | 1890 | 1895 | 1900 | 1905 | 1910 | 1921 | 1926 |
| ---- | ---- | ---- | ---- | ---- | ---- | ---- | ---- | ---- |
| 213  | 191  | 195  | 215  | 207  | 182  | 179  | 202  | 216  |

| 1931 | 1936 | 1946 | 1954 | 1962 | 1968 | 1975 | 1982 | 1990 |
| ---- | ---- | ---- | ---- | ---- | ---- | ---- | ---- | ---- |
| 218  | 206  | 213  | 227  | 285  | 314  | 302  | 306  | 314  |

| 1999 | 2006 | 2007 | 2012 | 2017 | 2022 | - | - | - |
| ---- | ---- | ---- | ---- | ---- | ---- | - | - | - |
| 372  | 365  | 364  | 357  | 343  | 332  | - | - | - |

## Culture locale et patrimoine

### Lieux et monuments
- Église Saint-Martin XVIIIe siècle à Odenhoven : autels et statues XVIIIe siècle
- L'Eglise d'Odenhoven fut mentionnée pour la première fois en juin 1218. La terre et la seigneurie d'Odenhoven appartenait surement à cette époque à un établissement ecclésiastique comme l'abbaye bénédictine de Bouzonville. En 1218, l'évêque de Metz Conrad Von Schafenneck fit donation à l'abbaye bénedictine de Rettel   de l'Eglise d'Odenhoven avec tous les biens et les revenus qui en dépendent et lui accorda le droit de patronage, c'est-à-dire celui de choisir le prêtre et de le présenter à la nomination de l'évêque qui pouvait seul conférer le spirituel (source communale).

### Héraldique
| Blason de Oberdorff | Blason  | D'argent à la crosse de gueules, chapé d'azur à deux lions couronnés adossés d'argent. |
| Blason de Oberdorff | Détails | Le statut officiel du blason reste à déterminer.                                       |